# Lee Hyori
Lee Hyo-ri (em coreano: hangul: 이효리; hanja: 李孝利; romaniz.: romanização revisada: I Hyori; McCune-Reischauer: I Hyori; nascida em Osong-ri, Osong-eup, Heungdeok-gu, Cheongju, Chungcheong do Norte, Coreia do Sul, em 10 de maio de 1979), mais conhecido por seu nome artístico é uma cantora, produtora, ativista, atriz e apresentadora de televisão sul-coreana. Ela estreou como integrante do grupo Fin.K.L em 1998, que tornou-se um dos grupos femininos mais populares da Coreia do Sul durante o final dos anos 1990 e início dos anos 2000. Além de Fin.K.L, ela também participou de outros projetos de grupos, incluindo Refund Sisters e SSAK3 em 2020. 
Lee fez sua estreia como solista em agosto de 2003 com o lançamento de Stylish...E. O álbum vendeu mais de 150.000 cópias e gerou o sucesso "10 Minutes". A canção recebeu amplo reconhecimento na Coreia do Sul e levou Lee a ganhar vários grandes prêmios (daesangs) em cerimônias nacionais de premiação de final de ano, incluindo no KBS Music Awards, SBS Gayo Daejeon, Mnet Music Video Festival e Seoul Music Awards. Sua popularidade significativa na Coreia do Sul na época foi apelidada de "Síndrome de Hyori" pela mídia coreana, com alguns também considerando 2003 como "o ano de Hyori". 
O segundo álbum de estúdio de Lee, Dark Angel (2006), produziu múltiplos singles, incluindo "Get Ya!". O álbum foi um fracasso crítico, com "Get Ya!" recebendo acusações de plágio. Seu terceiro álbum de estúdio, It's Hyorish (2008), foi melhor recebido pela crítica especializada e tornou-se o álbum de uma solista feminina mais vendido de 2008. Seu carro-chefe, "U-Go-Girl", ficou no topo dos programas musicais por várias semanas. Lee mais uma vez enfrentou acusações de plágio com seu próximo álbum, H-Logic (2010), quando foi descoberto que o compositor Bahnus havia plagiado sete faixas do álbum. Posteriormente, ela deu entrou em hiato temporário na indústria do entretenimento e se tornou porta-voz de várias causas, como os direitos dos animais. 
Na televisão, Lee foi apelidada de "Fada da Nação" durante seus dias no programa de variedades Family Outing, e recebeu o Grande Prêmio no SBS Entertainment Awards de 2009 pelo programa (ao lado de Yoo Jae-suk). Em 2006, Lee se tornou a cantora mais bem paga da Coreia do Sul quando assinou contrato com a Mnet Media. The Korea Times nomeou Lee uma das 10 mulheres mais influentes no cenário cultural desde 1950. A Mnet a classificou em 42º lugar na lista dos 100 artistas lendários em 2013.

## Carreira

### 1998–2002: Início com o grupo Fin K.L
Lee iniciou sua carreira artística em janeiro de 1998, ao ingressar no grupo pop feminino Fin.K.L, ela foi descoberta enquanto tirava fotos com suas amigas e foi a última membro a se juntar ao grupo. Além disso, tornou-se a líder do quarteto musical, por ser a integrante mais velha. 
O Fin.K.L estreou oficialmente em 22 de maio de 1998, através de seu primeiro single "Blue Rain". O segundo lançamento de seu álbum de estreia, "To My Boyfriend", resultou em seu primeiro número um, que foi seguido por diversos outros singles que atingiram o topo da parada sul-coreana, catapultando o grupo para o estrelato, o que levou o Fin.K.L a tornar-se um dos grupos mais populares e bem sucedidos de todos os tempos na Coreia do Sul.

### 2003–2005:Stylish...Ee atuação
Lee realizou atividades promocionais como integrante do Fin.K.L, que consistiu no lançamento de mais álbuns nos anos seguintes. Após o lançamento de seu quarto e último álbum de estúdio, Eternity (2002), ela passou a realizar esforços no lançamento de seu primeiro álbum solo. Em agosto de 2003, Lee lançou seu álbum de estreia intitulado Stylish...E.  Seu single principal "10 Minutes" obteve intensa popularidade. Mais tarde, ela recebeu diversos prêmios, incluindo três dos quatro Grandes Prêmios (Daesangs) de maior prestígio da indústria musical sul-coreana. Stylish...E vendeu 144.182 cópias na Coreia do Sul e a popularidade de Lee em suas diversas atividades, acabou sendo apelidada de "Síndrome de Hyori" e a imprensa coreana apelidou o ano de 2003 como "O ano de Hyori".
Em outubro de 2004, Lee co-apresentou o festival Korean Music Festival nos Estados Unidos. Em janeiro de 2005, ela fez sua estreia como atriz na televisão em Three Leaf Clover da SBS, interpretando uma soldadora, que após ser presa, anseia em manter uma vida normal. No entanto, o drama de 16 episódios recebeu baixos índices de audiência e Lee foi criticada por sua atuação.

### 2006–2007:Dark Angele contrato com Mnet
Em fevereiro de 2006, Lee lançou seu segundo álbum, Dark Angel. O primeiro single, "Get Ya", apresentou uma sutil coreografia e roupa sexualmente sugestiva, que é marca registrada de Lee. Há controvérsia a respeito deste single, que é parecido com o single "Do Somethin'" da cantora estadunidense Britney Spears. Por esta razão os compositores de "Do Somethin'" acusaram Lee e seus agentes de plágio, para a sul-coreana, ela não tem nada a ver com a composição do single. Se bem que este incidente não era a primeira vez que a indústria do pop da Coreia tinha sido acusado de plágio, foi a primeira vez que o titular dos direitos do autor havia apresentado uma denúncia formal.
"Shall We Dance", foi seu seguinte single. Devido a atenção negativa, tanto no single e álbum não tiveram êxito, "Straight Up" foi lançado como outro final, mas não foi promovido por Lee.
Meses depois do escândalo de plágio, se revelou que Lee havia firmado um contrato de três anos com a M-Net Entertainment para ₩ 2,2 mil milhões (em won sul-coreanos), sendo a cantora feminina melhor paga da Coreia do Sul. Enquanto isso, Lee preparado para aparecer em um novo "mini-drama", em fevereiro de 2007, apesar do fracasso de seu drama acima. Estrelou ao lado de Lee Dong Gun, em If In Love... Like Them, que, embora originalmente anunciada como um longo episódio, durou quatro episódios em Mnet. Uma versão editada de dois episódios do drama também correu no SBS.

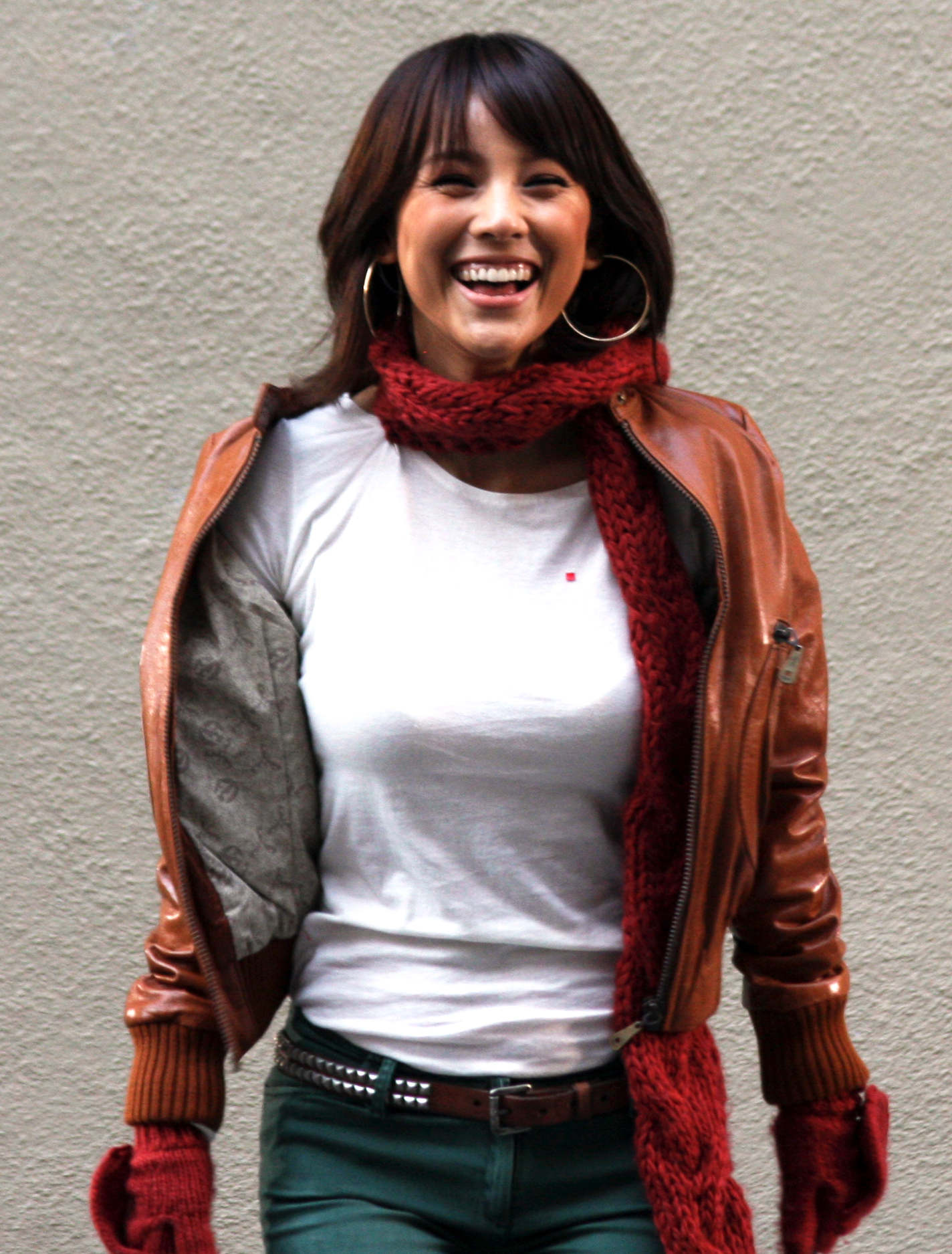
Lee Hyori gravando um comercial em Soho, Nova Iorque.

Em fevereiro de 2007 Lee lançou o single digital "Toc Toc Toc", que é uma canção de R&B, como muitos de seus singles anteriores.
If In Love Like Them álbum lançado em 6 de março de 2007, incluía três de suas músicas encontradas no single digital, junto com uma nova versão de "Toc Toc Toc". Foi álbum mais vendido do mês, chegou a venda de 27.845 cópias, Apesar de bem sucedido, seu drama foi fortemente penalizado por violar as orientações de publicidade. A Korean Broadcasting Committee declarou que o drama não pode ser passado na Coreia do Sul, novamente, a rede teve que pedir desculpas aos seus telespectadores. Mas o drama foi ao ar no Japão pela estação de televisão via satélite CS Fuji, propriedade da rede de TV Fuji.

### 2008–2009: Programas de televisão eIt's Hyorish
Durante os intervalos de sua carreira musical solo, Lee também apresentou diversos programas de televisão, incluindo Time Machine e Happy Together, que co-apresentou com Yoo Jae-suk em 2006. Em 8 de abril de 2008, ela ingressou no Sang Sang Plus da KBS como co-apresentadora  junto aos membros do Country Kkokko, Shin Jung-hwan e Tak Jae-hoon. Ela foi uma das co-apresentadoras originais de Change, um programa da série Good Sunday da SBS, antes de sair no início de julho. Ela também é ex-integrante do elenco da primeira temporada do programa de variedades Family Outing. Pela Mnet, ela realizou um programa de 12 episódios chamado Off the Record: Lee Hyori, que documentou sua vida por três meses, o objetivo do programa foi de diminuir a distância de Lee e o público.
Em 20 de dezembro de 2008, ela realizou seu primeiro concerto solo, o Lee Hyori the Invincible na Jamsil Arena. Após o lançamento, os ingressos para o concerto esgotaram-se em cinco minutos.
Seu terceiro álbum, It's Hyorish, foi lançado em 16 de julho de 2008. "U-Go-Girl", seu primeiro single, alcançou o topo em paradas online e offline, incluindo programas de música para televisão. 
Em novembro de 2009, seu contrato com a Mnet Media venceu. Lee planejava assinar um contrato com a Gil Entertainment (atualmente B2M Entertainment) e trabalhar com Gil Jong-hwa, co-gerente do Fin.K.L, que trabalhou com o grupo desde sua estreia. No entanto, seu álbum de 2010 foi lançado através da Mnet Media. 

### 2010–2015:H-LogiceMonochrome
Quase dois anos depois de seu álbum anterior, Lee retornou com H-Logic em 13 de abril de 2010. O álbum de 14 faixas, incluiu colaborações de  Daesung do Big Bang, Ji Yoon de 4minute, Bekah do After School, Gary do Leessang e Chu Sang do Mighty Mouth. Lee também trabalhou com o E-Tribe, a equipe por trás de "U-Go-Girl", o primeiro single de seu álbum anterior.
Um vídeo musical foi lançado para "Swing" (hangul: 그네; RR: Geune), com Gary do Leessang, em 31 de março de 2010. O single "Chitty Chitty Bang Bang" e seu vídeo musical correspondente foram lançados logo depois. A canção escrita por ela mesma, que apresenta Ceejay (do Freshboyz), foi lançada no mesmo dia que seu álbum.
Logo após o lançamento do álbum H-Logic, sete de suas músicas, compostas por Bahnus, foram acusadas de plágio (entre as músicas supostamente plagiadas estava "Bring It Back", realizada pelo grupo canadense Cookie Couture). Em 21 de junho de 2010, Lee admitiu que as acusações de plágio contra seu álbum eram verdadeiras, dizendo que ela havia sido "enganada". Lee interrompeu temporariamente todas as suas atividades como cantora e suspendeu suas aparições na televisão.
Enquanto estava em pausa, Lee começou a crescer como uma influência cultural. Ela escreveu colunas online para jornais como The Hankyoreh, que misturavam seus pensamentos sobre a vida e a carreira com comentários sociais, e foi bem revista por sua simples prosa, humor e inteligência. Ela também se tornou uma presença crescente na comunidade cívica, emergindo como uma das ativistas de direitos animais mais destacadas do país. Em 2011, Lee lançou duas músicas de caridade para doação a abrigos de animais, "Please Stay Behind" (hangul: 주세요 주세요; RR: Nama Juseyo) e "Remember" (hangul: 기억해; RR: Gieokhae).
A partir de 4 de março de 2012, ela e o cantor e compositor / pianista Jung Jae-hyung organizaram o programa musical Jung Jae-hyung & Lee Hyo-ri's You and I, exibido pela SBS.. Seu episódio final foi exibido em 14 de outubro de 2012, encerrando sua exibição de dez meses devido a baixa audiência.
Seu quinto álbum de estúdio, Monochrome, foi lançado em 21 de maio de 2013. Lee escreveu a letra de oito das 16 faixas do álbum e usou uma banda em vez de utilizar sons gerados eletronicamente para as canções. Após o seu lançamento, oito faixas entraram no top 10 dos serviços de música online, que incluiu Bugs, Olleh e Naver Music, enquanto sua faixa principal, "Bad Girls" liderou as paradas no Melon, Naver, Olleh e Bugs.
Em 2 de abril de 2014, a emissora SBS anunciou que Lee e a atriz Moon So-ri apresentariam um programa de entrevistas de nome Magic Eye. O programa  começou a ser filmado em abril. Devido a baixos índices de audiência, o programa foi ao ar no último episódio em 18 de novembro de 2014.

### 2015–2019: Pausa na carreira, "Black" e "Hyori's Homestay"
Em fevereiro de 2015, os representantes de Lee anunciaram que seu contrato com a B2M Entertainment havia expirado em 2013. Em maio de 2015, ela encerrou suas contas em redes sociais e interrompeu todas as suas atividades de televisão. Em outubro daquele ano, a representante de Lee comunicou que ela faria uma pausa de 2 anos em sua carreira no entretenimento "para ter tempo para si mesma".
Em novembro de 2016, foi confirmado que Lee havia assinado um contrato com o Kiwi Media Group e com a previsão de lançamento de um novo álbum para 2017. Em janeiro de 2017, o CEO da Kwi Media, Kim Hyung-suk, revelou que Lee estava assumindo a maior parte da responsabilidade por seu novo álbum como produtora executiva, enquanto trabalhava com ele e com o compositor de "10 Minutes" Kim Dong Hyun. No mês de junho, ela estrelou ao lado do marido, um novo programa de variedades intitulado Hyori's Homestay, pela JTBC e no fim do mês lançou o single "Seoul", uma canção auto-composta de electro-R&B, que serviu de faixa de pré-lançamento de seu sexto álbum de estúdio.  
Em 4 de julho de 2017, seu álbum Black' foi lançado ao lado do vídeo musical da canção que fornece título ao álbum. O som maduro e experimental iniciado com Monochrome se estende a Black, que contou com nove composições de Lee. 
Lee Hyori e seu marido, transformaram sua casa na ilha Jeju em uma pousada para filmar o programa Hyori's Homestay pela JTBC. Na primeira temporada, IU se junta ao programa como funcionária. Na 2ª temporada, esta posição foi substituída por YoonA. No ano seguinte, ela se reuniu com o Fin.K.L em um novo reality show chamado de Camping Club, que também foi transmitido pela JTBC.

### 2020–presente: Retorno á música, SSAK3 e Refund Sisters
Em 15 de maio de 2020, Lee anunciou que havia assinado um contrato com a ESteem Entertainment. Paralelamente a isso, através do programa da MBC, Hangout with Yoo , ela, sob o nome artístico de "Linda G", fundou o trio SSAK3 com Rain e Yoo Jae-suk. Eles lançaram um single de estreia "Beach Again" em 18 de julho de 2020 e estreou oficialmente em 25 de julho no programa de música Show! Music Core. SSAK3 é um projeto especial de verão, e eles anunciaram que todos os rendimentos de suas músicas e promoções serão doados para comunidades necessitadas. 
Depois do projeto SSAK3, o programa Hangout with Yoo gerou um spin-off de Lee nomeando as cantoras Uhm Jung-hwa, Jessi e Hwasa como as membros que ela queria em seu grupo de garotas dos sonhos, durante o segmento SSAK3. As quatro cantoras formaram outro grupo feminino chamado Refund Sisters (환불 원정대) com Yoo Jae-suk como produtor. O grupo feminino lançou um single de estreia intitulado "Don't Touch Me", em 10 de outubro.

## Outras atividades

### Ativismo
Lee foi reconhecida como uma das principais lideranças sociais da Coreia do Sul por seu trabalho de caridade e utilizando sua voz em causas sociais. Ela é adepta ao pescetarianismo de acordo com sua ética pessoal e crenças em saúde, além disso, é defensora do bem-estar animal e dos direitos dos animais. Em 2012, Lee publicou Closer, um livro de ensaios fotográficos, que foca em sua vida cotidiana com seu cachorro Soonshim, que ela adotou de um abrigo de animais. No livro, Lee escreveu seus pensamentos sobre direitos e serviços de abrigo de animais, bem como seus sentimentos em relação ao uso de pelo animal. Ela
| Ano     | Emissora     | Título                                  | Papel                          | Notas                                                                    |
| ------- | ------------ | --------------------------------------- | ------------------------------ | ------------------------------------------------------------------------ |
| 1997    | EBS          | The Generation of Sensibility           | Um dos estudantes desordenados | Antes de estrear como cantora                                            |
| 2001–03 | KBS2         | Happy Together                          | Apresentadora                  |                                                                          |
| 2002–03 | MBC          | Time Machine                            | Apresentadora                  |                                                                          |
| 2003    | SBS          | Fort Boyard                             | Apresentadora                  |                                                                          |
| 2005    | SBS          | Three Leaf Clover                       | Kang Jin-a                     |                                                                          |
| 2006–07 | KBS2         | Happy Together Friends                  | Apresentadora                  |                                                                          |
| 2007    | SBS          | If in Love... Like Them                 | Lee Na                         |                                                                          |
| 2008    | Mnet         | Off the Record: Lee Hyori               | Membro do Elenco               | Reality show                                                             |
| 2008    | SBS          | On Air                                  | Ela mesma                      | Participação especial (Episódio 1)                                       |
| 2008    | KBS2         | Sang Sang Plus                          | Apresentadora                  |                                                                          |
| 2008    | SBS          | Change                                  | Apresentadora                  |                                                                          |
| 2008–10 | SBS          | Family Outing                           | Membro do elenco               |                                                                          |
| 2009    | Mnet         | Superstar K                             | Julgadora                      |                                                                          |
| 2012    | SBS          | Jung Jae-hyung & Lee Hyo-ri's You and I | Apresentadora                  |                                                                          |
| 2012    | OnStyle      | Golden 12                               | Ela mesma                      | Reality show                                                             |
| 2012    | tvN          | Reply 1997                              | Ela mesma                      | Participação através de imagens de arquivo (Episódio 12)                 |
| 2013    | Mnet         | 2Hyori Show                             | Ela mesma                      | Retorno especial para Monochrome                                         |
| 2013    | OnStyle/Mnet | Lee Hyori's X Sister                    | Membro do elenco               | Reality show                                                             |
| 2013    | OnStyle      | Korea's Next Top Model                  | Julgadora especial             |                                                                          |
| 2013    | EBS          | Our Sole Earth                          | Ela mesma                      | Participação com de Lee Sang-soon (Episódio: "Instant Wedding")          |
| 2014    | SBS          | Magic Eye                               | Apresentadora                  |                                                                          |
| 2014    | EBS          | Our Sole Earth                          | Entrevistada                   | Episódio "Your Winter Coat, Alpaca and Raccoon"                          |
| 2015    | SBS          | Take Care of My Dad                     | Narradora                      | Apenas voz                                                               |
| 2017–18 | JTBC         | Hyori's Homestay                        | Membro do elenco               | Reality show                                                             |
| 2019    | JTBC         | Camping Club                            | Membro do elenco               | Reality show                                                             |
| 2020    | MBC          | Hangout with Yoo                        | Membro do elenco               | Episódios 44 - 55 como SSAK3 Episódios 56 - presente como Refund Sisters |
| 2020    | KaKao TV     | KaKao Face ID                           | Membro do elenco               | Episódios 1 - 7                                                          |

### Video games
| Ano  | Título                   | Papel     | Notas                 |
| ---- | ------------------------ | --------- | --------------------- |
| 2000 | Tony Hawk's Pro Skater 2 | Ela mesma | Versão PC sul-coreana |